# Караваев, Валентин Александрович
Валенти́н Алекса́ндрович Карава́ев (29 августа 1929, Огрызки, Просницкий район, Вятский округ, Нижегородский край — 11 декабря 2001) — советский и российский режиссёр-мультипликатор, художник-мультипликатор, художник-карикатурист, сценарист. Заслуженный деятель искусств Российской Федерации (1996).

## Биография
Родился 29 августа 1929 года в деревне Огрызки Просницкого района Вятского округа Нижегородского края (ныне Кирово-Чепецкий район Кировской области).
В Москве окончил художественную школу и поступил на курсы художников-мультипликаторов при киностудии «Союзмультфильм», которые окончил в 1959 году. После окончания курсов начал работать в журнале «Крокодил».
В 1968 году окончил факультет режиссуры мультипликационных фильмов ВГИКа и начал снимать фильмы на студии «Союзмультфильм».
В 1969 году вышел его первый (дипломный) мультипликационный фильм — «Дед Мороз и лето», сразу получивший признание и успех.
Режиссёр мультфильма «Возвращение блудного попугая» (1984) — истории эксцентричного и эгоистичного попугая Кеши. За новые приключения (вторую часть мультфильма) взялся режиссёр Александр Давыдов. В 1988 году Караваев снял третий фильм с этим героем.
В 1995 году В. Караваев стал художественным руководителем студии «Анимафильм» при Московском детском фонде. Автор нескольких анимационных сюжетов киножурнала «Фитиль» и книги шаржей, в т. ч. на коллег-мультипликаторов.

Я думаю, что в будущем при помощи языка анимации разные народы смогут без помех общаться между собой, можно будет легче понять культуру другого народа. Образность анимации не требует словесного перевода. В этом она как живопись или музыка. Только всмотрись и вслушайся, и ты поймёшь мир другого человека или народа. А как только поймёшь, уже никогда не поднимешь на него руку. А это самое главное на Земле.
— Валентин Караваев
Умер 11 декабря 2001 года. Похоронен в Москве на Ваганьковском кладбище (участок № 18).

## Семья
Жена — Галина Адольфовна Караваева (23.02.1928—13.09.2014), работала в журнале «Крокодил» художником-карикатуристом вместе с мужем и как художник-постановщик на студии «Союзмультфильм» над многими его мультфильмами. Похоронена в Москве на Ваганьковском кладбище (участок № 18) рядом с мужем.

## Фильмография
- 1959 — Скоро будет дождь (художник-мультипликатор)
- 1959 — Приключения Буратино (художник-мультипликатор)
- 1960 — Светлячок № 1 (художник-мультипликатор)
- 1961 — Впервые на арене (художник-мультипликатор)
- 1961 — МУК (мультипликационный крокодил) № 4 (художник-мультипликатор)
- 1961 — Ключ (художник)
- 1962 — Мир твоему дому (художник-мультипликатор)
- 1962 — Светлячок № 2 (художник-мультипликатор)
- 1962 — Только не сейчас (художник-мультипликатор)
- 1962 — Клубок (Фитиль № 2) (сценарист)
- 1963 — Беги, ручеёк (художник-мультипликатор)
- 1963 — Гром и молния (Фитиль № 17) (сценарист)
- 1964 — Петух и краски (художник-мультипликатор)
- 1964 — Нарцисс (художник-мультипликатор)
- 1965 — Гунан-Батор (художник-мультипликатор)
- 1969 — Дед Мороз и лето (режиссёр)
- 1969 — Лабиринт (режиссёр)
- 1970 — Маленькие недоразумения (Котик-мотик) (режиссёр, сценарист)
- 1971 — Три квитанции (режиссёр)
- 1971 — Урок не впрок (режиссёр)
- 1972 — Просчитался (режиссёр)
- 1973 — Юморески (Выпуск № 1) (режиссёр)
- 1974 — Юморески (Выпуск № 2) (режиссёр, сценарист)
- 1974 — Юморески (Выпуск № 3) (режиссёр, сценарист)
- 1977 — Зайчонок и муха (режиссёр)
- 1977 — Мелочи жизни (режиссёр)
- 1977 — Путь к истине (Фитиль № 185) (сценарист)
- 1979 — Премудрый пескарь (режиссёр)
- 1981 — Неожиданные победители (Фитиль № 227) (режиссёр)
- 1981 — Отражение (режиссёр)
- 1982 — Последняя охота (режиссёр)
- 1984 — Возвращение блудного попугая (первый выпуск) (режиссёр, сценарист)
- 1987 — Возвращение блудного попугая (второй выпуск) (сценарист)
- 1987 — Муму (режиссёр, сценарист)
- 1988 — Возвращение блудного попугая (третий выпуск) (режиссёр, сценарист, озвучивание)
- 1991 — История одного города. Органчик (режиссёр, художник-мультипликатор)
- 1996 — Лягушка-путешественница (режиссёр, сценарист)

## Награды
- Заслуженный деятель искусств Российской Федерации (11 декабря 1996) — за заслуги в области искусства[4]
- 1969 — «Лабиринт» — 1-я премия на VI фестивале студенческих фильмов
- 1972 — «Три квитанции» — 3-я премия на МФ в Загребе
- 1977 — «Зайчонок и муха» — специальная премия на Московском фестивале детского кино
- 1979 — «Премудрый Пескарь» — приз на I МКФ в Варне